# Peter O'Connor
Peter O’Connor (Millom, 18 oktober 1874 – Waterford, 9 november 1957) was een Iers atleet, die was gespecialiseerd in het verspringen en hink-stap-springen. Bij het hink-stap-springen werd hij op de 'Tussenliggende Spelen' in 1906 kampioen en op beide onderdelen werd hij meervoudig Brits kampioen. Hij was tevens de allereerste officiële wereldrecordhouder bij het verspringen.

## Biografie
O’Connor groeide op in Ashtown in het graafschap County Wicklow. In 1896 sloot hij zich aan de Gaelic Athletic Association. In 1899 won hij bij de All-Ireland een medaille bij het verspringen, hoogspringen en hink-stap-springen. De tien jaren hierna versloeg hij de Britse atleten bij internationale wedstrijden. De (British) Amateur Athletic Association nodigde hem uit om voor Groot-Brittannië deel te namen aan de Olympische Spelen van 1900 in Parijs, maar dit aanbod sloeg hij af omdat hij alleen Ierland wilde vertegenwoordigen.
Een jaar later kwam O'Connor in Dublin bij het verspringen tot en afstand van 7,61 m. Met deze prestatie vestigde hij het allereerste, door de IAAF erkende wereldrecord.
Op de Tussenliggende Spelen van 1906 in Athene nam hij deel aan het verspringen en het hink-stap-springen. Bij het verspringen won hij met 7,025 een zilveren medaille. Hij werd hierbij verslagen door de regerend olympisch kampioen, de Amerikaan Meyer Prinstein, die met 7,20 zegevierde. Bij het hink-stap-springen veroverde hij een gouden medaille en eindigde met 14,075 m voor de Brit Con Leahy (zilver; 13,98) en de Amerikaan Thomas Cronan (brons; 13,70).
Na 1906 won hij geen titels meer. Hij bleef zijn hele leven betrokken bij de atletiek. Hij was oprichter en vicepresident van de Waterford Athletic Club en was later official en toeschouwer bij de Olympische Spelen. Hij was advocaat in Waterford, getrouwd en had negen kinderen. Hij overleed op 83-jarige leeftijd in Waterford.

## Titels
- Tussenliggende Spelen kampioen hink-stap-springen - 1906
- Brits kampioen verspringen - 1901, 1902, 1903, 1904, 1905, 1906
- Brits kampioen hoogspringen - 1903, 1904

## Persoonlijke records
| Onderdeel          | Prestatie      | Datum           | Plaats |
| ------------------ | -------------- | --------------- | ------ |
| hoogspringen       | 1,88 m         | 1902            |        |
| verspringen        | 7,61 m (ex-WR) | 5 augustus 1901 | Dublin |
| hink-stap-springen | 14,63 m        | 1899            |        |

## Palmares

### verspringen
- 1901:  Britse (AAA-)kamp. - 7,22 m
- 1902:  Britse (AAA-)kamp. - 7,20 m
- 1903:  Britse (AAA-)kamp. - 6,95 m
- 1904:  Britse (AAA-)kamp. - 7,07 m
- 1905:  Britse (AAA-)kamp. - 7,25 m
- 1906:  Britse (AAA-)kamp. - 7,15 m
- 1906:  Tussenliggende Spelen - 7,025

### hink-stap-springen
- 1906:  Tussenliggende Spelen - 14,0725 m

### hoogspringen
- 1903:  Britse (AAA-)kamp. - 1,73 m
- 1904:  Britse (AAA-)kamp. - 1,76 m

- International Standard Name Identifier: 0000 0000 4008 5943
- Library of Congress Control Number: n2005022837
- Virtual International Authority File: 14174414
- WorldCat: E39PBJjhvXPppMffRCbM6d4g8C